# Flughafen Los Alamos County

i8
i11
i13
Der Los Alamos County Airport (IATA-Code: LAM, ICAO-Code: KLAM) ist ein öffentlicher Flughafen, 2 km östlich von Los Alamos im Los Alamos County, New Mexico in den Vereinigten Staaten.

## Flughafendaten
Er hat eine Asphaltpiste mit 1829 m Länge und 46 m Breite. Die Fläche des Flughafens beträgt 36 ha. Die Seehöhe beträgt 2186 m.

## Geschichte
Der Flughafen Los Alamos wurde 1948 gebaut, um den militärischen Bedarf der Atomic Energy Commission am Los Alamos Scientific Laboratory zu decken. Der Flughafen wurde erstmals 1960 für die öffentliche Nutzung durch örtliche Flugzeugbesitzer zugänglich gemacht.
Carco Airlines war die erste Fluggesellschaft, die bis 1969 im Rahmen eines Vertrags mit Los Alamos National Labs hauptsächlich Beechcraft Bonanza betrieb. Eine Reihe von Zubringerfluggesellschaften betrieb auch Turboprop-Flugzeuge auf der Strecke Los Alamos – Albuquerque, darunter Ross Aviation, das später den Auftrag erhielt und bis 1995 de Havilland DHC-6 Twin Otter von de Havilland Canada flog. Gelegentlich betrieb Ross größere de Havilland mit 50 Sitzplätzen de Havilland Canada DHC-7 Dash 7. Laut dem Official Airline Guide (OAG) führte Ross Aviation Ende 1988 an jedem Wochentag neun Abflüge vom Flughafen nonstop nach Albuquerque durch. Peacock Air bot Ende 1995 kurzzeitig Flüge nach Albuquerque mit Fairchild Swearingen Metrolinern an, gefolgt von Mesa Airlines im Jahr 1997 mit Beechcraft 1900D. Rio Grande Air bediente die Strecke von 1999 bis 2000 und New Mexico Airlines von 2013 bis Anfang 2015, wobei jede Fluggesellschaft Cessna 208 Caravan einsetzte. Boutique Air war die letzte Fluggesellschaft, die Los Alamos vom 1. November 2015 bis zum 30. April 2016 mit Pilatus PC-12 bediente.
Die Bundesregierung übertrug am 30. Oktober 2008 die Anlage in den Besitz des Landkreises.

## Flugbetrieb
Im Jahr 2022 fanden 13.640 Flugbewegungen statt, davon 11.230 lokale Bewegungen, 2.300 Zwischenlandungen, 60 Air-Taxi-Flüge und 40 militärische Flüge. In diesem Jahr waren hier 45 einmotorige Flugzeuge und 1 Hubschrauber stationiert.